# Open de Nice Côte d'Azur 2013 - Qualificazioni singolare
Le qualificazioni del singolare  dell'Open de Nice Côte d'Azur 2013 sono state un torneo di tennis preliminare per accedere alla fase finale della manifestazione. I vincitori dell'ultimo turno sono entrati di diritto nel tabellone principale. In caso di ritiro di uno o più giocatori aventi diritto a questi sono subentrati i lucky loser, ossia i giocatori che hanno perso nell'ultimo turno ma che avevano una classifica più alta rispetto agli altri partecipanti che avevano comunque perso nel turno finale.

## Teste di serie
Le prime 4 teste di serie hanno ricevuto un bye per il secondo turno.
1. Ryan Harrison (ultimo turno)
2. Rogério Dutra da Silva (qualificato)
3. Thiemo de Bakker (ultimo turno)
4. Serhij Stachovs'kyj (qualificato)

1. Guillaume Rufin (qualificato)
2. Adrian Mannarino (primo turno)
3. Florent Serra (secondo turno)
4. Jürgen Zopp (primo turno)

### Qualificati
1. Guillaume Rufin
2. Rogério Dutra da Silva

1. Marco Cecchinato
2. Serhij Stachovs'kyj

## Tabellone

### Legenda
| - Q = Qualificato - WC = Wild card - LL = Lucky loser | - ALT = Alternate - SE = Special Exempt - PR = Protected Ranking | - w/o = Walkover - r = Ritirato - d = Squalificato |

### Sezione 1
|  | Primo turno       | Primo turno       | Primo turno       | Primo turno | Primo turno |  |  | Secondo turno | Secondo turno   | Secondo turno   | Secondo turno   | Secondo turno   |   |   | Ultimo turno | Ultimo turno  | Ultimo turno  | Ultimo turno | Ultimo turno |  |
|  |                   |                   |                   |             |             |  |  |               |                 |                 |                 |                 |   |   |              |               |               |              |              |  |
|  |                   |                   |                   |             |             |  |  |               |                 |                 |                 |                 |   |   |              |               |               |              |              |  |
|  |                   |                   |                   |             |             |  |  | 1             | Ryan Harrison   | Ryan Harrison   | 7               | 7               |   |   |              |               |               |              |              |  |
|  | Jonathan Eysseric | Jonathan Eysseric | Jonathan Eysseric | 6(1)        | 3           |  |  |               | Peter Polansky  | Peter Polansky  | 64              | 5               |   |   |              |               |               |              |              |  |
|  | Peter Polansky    | Peter Polansky    | Peter Polansky    | 7           | 6           |  |  |               |                 |                 |                 |                 |   |   | 1            | Ryan Harrison | Ryan Harrison | 3            | 4            |  |
|  | Albano Olivetti   | Albano Olivetti   | Albano Olivetti   | 3           | 5           |  |  |               |                 | 5               | Guillaume Rufin | Guillaume Rufin | 6 | 6 |              |               |               |              |              |  |
|  | Alexandre Massa   | Alexandre Massa   | Alexandre Massa   | 6           | 7           |  |  |               | Alexandre Massa | Alexandre Massa | 0               | 1               |   |   |              |               |               |              |              |  |
|  |                   | Grégoire Burquier | Grégoire Burquier | 3           | 1           |  |  | 5             | Guillaume Rufin | Guillaume Rufin | 6               | 6               |   |   |              |               |               |              |              |  |
|  | 5                 | Guillaume Rufin   | Guillaume Rufin   | 6           | 6           |  |  |               |                 |                 |                 |                 |   |   |              |               |               |              |              |  |

### Sezione 2
|  | Primo turno          | Primo turno          | Primo turno | Primo turno | Primo turno |  |  | Secondo turno  | Secondo turno          | Secondo turno          | Secondo turno | Secondo turno |   |   | Ultimo turno | Ultimo turno           | Ultimo turno           | Ultimo turno | Ultimo turno |  |
|  |                      |                      |             |             |             |  |  |                |                        |                        |               |               |   |   |              |                        |                        |              |              |  |
|  |                      |                      |             |             |             |  |  |                |                        |                        |               |               |   |   |              |                        |                        |              |              |  |
|  |                      |                      |             |             |             |  |  | 2              | Rogério Dutra da Silva | Rogério Dutra da Silva | 7             | 7             |   |   |              |                        |                        |              |              |  |
|  | Jordi Samper-Montana | Jordi Samper-Montana | 6           | 3           | 3           |  |  |                | Alessandro Giannessi   | Alessandro Giannessi   | 63            | 5             |   |   |              |                        |                        |              |              |  |
|  | Alessandro Giannessi | Alessandro Giannessi | 3           | 6           | 6           |  |  |                |                        |                        |               |               |   |   | 2            | Rogério Dutra da Silva | Rogério Dutra da Silva | 6            | 7            |  |
|  | Romain Jouan         | Romain Jouan         | 7           | 1           | 6           |  |  |                |                        |                        | Romain Jouan  | Romain Jouan  | 2 | 6 |              |                        |                        |              |              |  |
|  | Nicolas Mahut        | Nicolas Mahut        | 5           | 6           | 3           |  |  | Romain Jouan   | Romain Jouan           | Romain Jouan           | 6             | 6             |   |   |              |                        |                        |              |              |  |
|  |                      | Alex Kuznetsov       | 6           | 3           | 7           |  |  | Alex Kuznetsov | Alex Kuznetsov         | Alex Kuznetsov         | 4             | 3             |   |   |              |                        |                        |              |              |  |
|  | 8                    | Jürgen Zopp          | 3           | 6           | 6(1)        |  |  |                |                        |                        |               |               |   |   |              |                        |                        |              |              |  |

### Sezione 3
|  | Primo turno      | Primo turno       | Primo turno       | Primo turno | Primo turno |  |  | Secondo turno | Secondo turno    | Secondo turno    | Secondo turno    | Secondo turno    |   |   | Ultimo turno | Ultimo turno     | Ultimo turno     | Ultimo turno | Ultimo turno |  |
|  |                  |                   |                   |             |             |  |  |               |                  |                  |                  |                  |   |   |              |                  |                  |              |              |  |
|  |                  |                   |                   |             |             |  |  |               |                  |                  |                  |                  |   |   |              |                  |                  |              |              |  |
|  |                  |                   |                   |             |             |  |  | 3             | Thiemo de Bakker | Thiemo de Bakker | 6                | 6                |   |   |              |                  |                  |              |              |  |
|  |                  | Guillermo Olaso   | Guillermo Olaso   | 6           | 7           |  |  |               | Guillermo Olaso  | Guillermo Olaso  | 4                | 3                |   |   |              |                  |                  |              |              |  |
|  | WC               | Alexandre Pierson | Alexandre Pierson | 2           | 63          |  |  |               |                  |                  |                  |                  |   |   | 3            | Thiemo de Bakker | Thiemo de Bakker | 3            | 64           |  |
|  | Stephan Fransen  | Stephan Fransen   | Stephan Fransen   | 3           | 4           |  |  |               |                  |                  | Marco Cecchinato | Marco Cecchinato | 6 | 7 |              |                  |                  |              |              |  |
|  | Marco Cecchinato | Marco Cecchinato  | Marco Cecchinato  | 6           | 6           |  |  |               | Marco Cecchinato | 65               | 7                | 6                |   |   |              |                  |                  |              |              |  |
|  |                  | David Guez        | David Guez        | 3           | 1           |  |  | 7             | Florent Serra    | 7                | 5                | 2                |   |   |              |                  |                  |              |              |  |
|  | 7                | Florent Serra     | Florent Serra     | 6           | 6           |  |  |               |                  |                  |                  |                  |   |   |              |                  |                  |              |              |  |

### Sezione 4
|  | Primo turno     | Primo turno      | Primo turno      | Primo turno | Primo turno |  |  | Secondo turno   | Secondo turno       | Secondo turno | Secondo turno   | Secondo turno |   |   | Ultimo turno | Ultimo turno        | Ultimo turno | Ultimo turno | Ultimo turno |  |
|  |                 |                  |                  |             |             |  |  |                 |                     |               |                 |               |   |   |              |                     |              |              |              |  |
|  |                 |                  |                  |             |             |  |  |                 |                     |               |                 |               |   |   |              |                     |              |              |              |  |
|  |                 |                  |                  |             |             |  |  | 4               | Serhij Stachovs'kyj | 6             | 62              | 7             |   |   |              |                     |              |              |              |  |
|  | Potito Starace  | Potito Starace   | Potito Starace   | 7           | 6           |  |  |                 | Potito Starace      | 3             | 7               | 65            |   |   |              |                     |              |              |              |  |
|  | Michal Mertiňák | Michal Mertiňák  | Michal Mertiňák  | 6(0)        | 3           |  |  |                 |                     |               |                 |               |   |   | 4            | Serhij Stachovs'kyj | 6            | 6            | 6            |  |
|  | Cristian Garín  | Cristian Garín   | Cristian Garín   | 6           | 6           |  |  |                 |                     |               | Henri Laaksonen | 7             | 2 | 4 |              |                     |              |              |              |  |
|  | Cédrick Commin  | Cédrick Commin   | Cédrick Commin   | 3           | 2           |  |  | Cristian Garín  | Cristian Garín      | 6             | 1               | 1             |   |   |              |                     |              |              |              |  |
|  |                 | Henri Laaksonen  | Henri Laaksonen  | 6           | 6           |  |  | Henri Laaksonen | Henri Laaksonen     | 4             | 6               | 6             |   |   |              |                     |              |              |              |  |
|  | 6               | Adrian Mannarino | Adrian Mannarino | 3           | 2           |  |  |                 |                     |               |                 |               |   |   |              |                     |              |              |              |  |